# Austevoll
Gmina Austevoll (norw. Austevoll kommune) – norweska gmina leżąca w regionie Hordaland. Siedzibą gminy jest miasto Storebø.
Austevoll jest 378. norweską gminą pod względem powierzchni.

## Demografia
Według danych z roku 2005 gminę zamieszkuje 4451 osób. Gęstość zaludnienia wynosi 38,96 os./km². Pod względem zaludnienia Austevoll zajmuje 217. miejsce wśród norweskich gmin.
| ludność stan na 1 stycznia 2005 |         |           |       |
|                                 | kobiety | mężczyźni | razem |
| osób                            | 2259    | 2192      | 4451  |
| %                               | 50,75%  | 49,25%    | 100%  |

| wykształcenie stan na 1 października 2004 |            |         |        |          |
|                                           | podstawowe | średnie | wyższe | nieznane |
| osób                                      | 680        | 2135    | 475    | 76       |
| %                                         | 20,2%      | 63,43%  | 14,11% | 2,26%    |

## Edukacja
Według danych z 1 października 2004:
- liczba szkół podstawowych (norw. grunnskolar): 7
- liczba uczniów szkół podst.: 688

## Władze gminy
Według danych na rok 2011 administratorem gminy (norw. rådmann) jest Rolf Nøstdal, natomiast burmistrzem (norw. ordfører, d. borgermester) jest Helge Andre Njåstad.